# Вітер з моря
Вітер з моря (англ. Wind from the Sea) — картина з пустельним пейзажем, яку створив американський художник Ендрю Ваєт у 1947 році.

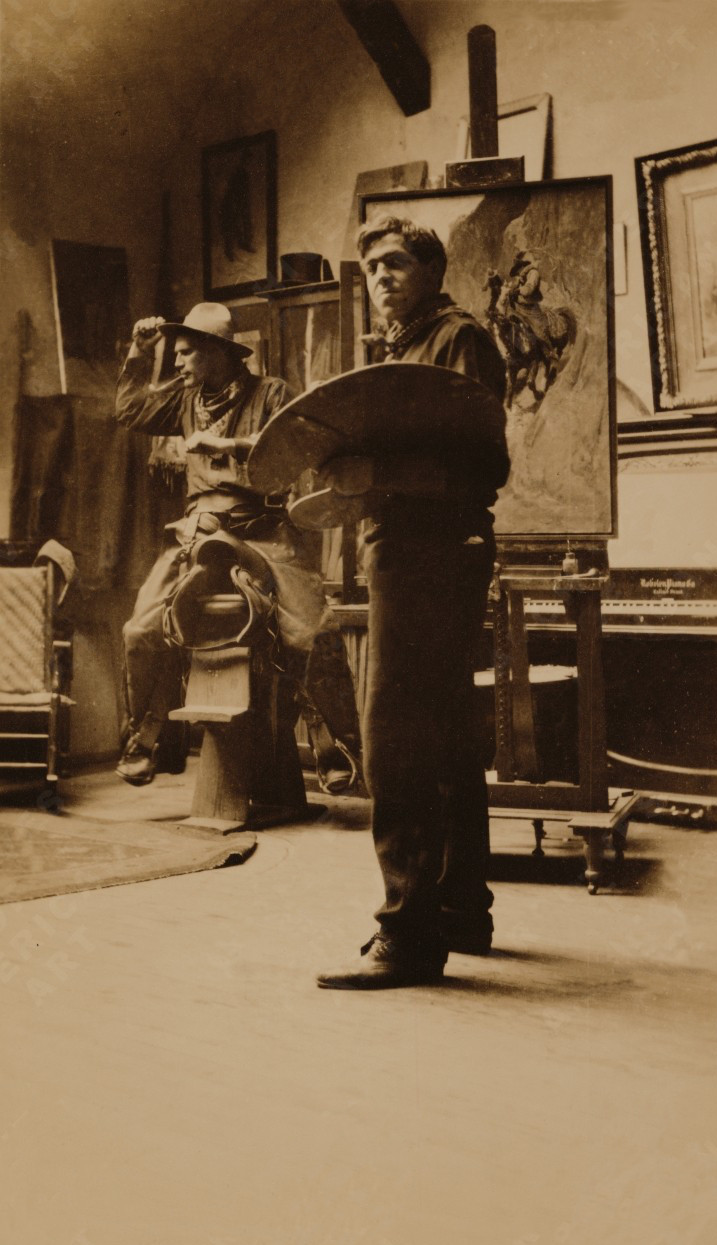
Батько Ендрю Ваєта в студії.

1940-ві роки мимоволі стали для митця важливим, переломним етапом і життя, і творчості. Слабкий здоров'ям художник не воював. Але драматичні події не оминули і його, нехай і в особистому житті. Він отримав важливі технічні навички, особливо в акварелі і техніки живопису, як фахівець. Але на думку Ендрю Ваєта, його твори виходили мало схвильованими, не задовольняли вимогам митця.

У 1945 році під час переїзду через залізницю була значно пошкоджена машина Ваєтів з батьком та його дворічним онуком. Ньюел Конверс та онук — загинули. Трагічна подія сильно вплинула на вразливу особу Ендрю Ваєта, у нього наче наново відкрилися очі душі, яку приспали монотонні, дрімотні події американської провінції. Він почав гостро поціновувати мить, окремий стан пейзажу, окремий настрій людини, адже все це скороминуще і неповторне, зникає назавжди. Після трагічної загибелі рідних, життя Ендрю Ваєта не стало щасливішим. Але він відчув зміни у власній психиці, у власному світосприйнятті, у власній творчості. Тепер він гнався за миттєвостями, вбачаючи в них плин часу і відбиток вічності. Він зауважив : 
| Ліві лапки | Раніше ( до смерті батька) я був лише майстерним акварелистом - багато помахів пензлем та заливок. Коли загинув батько, в мені прокинулось бажання довести, що його виховання не було безплідним, марним - тепер я прагнув зробити щось серйозне... Вперше в своєму житті я малював, чітко усвідомлюючи - чому і для чого. | Праві лапки |

До 1940-х років і належать картини — «Світ Христини» та «Вітер з моря», що стали візитівками американського мистецтва середини 20 століття і важливішими творами митця.
«Вітер з моря» — це пейзаж, побачений з вікна будинку родини Олсон. Мезонін цього будинку художник пристосував для власної майстерні. Він піднімався нагору і нікому не заважав, як і ніхто не заважав художнику. В спекотну пору художник відчинив вікно і застиг, бо в кімнату увірвався вітер, наче жива істота. Це був рідкісний тут вітер з моря. І порожня кімната, і пустельний пейзаж за вікном сприймалися художником як домівка цієї живої істоти. Він почав працювати над новим твором, де водночас були інтер'єр і пейзаж. Але вітер вщух і старенька завіса наче помертвіла. Митець чекав два місяці, аби дочекати нового дня, коли жива істота вітру знову відвідала місцину і колихала стареньку завісу так, як то було потрібно для митця.